# Mykola Krassowskyj

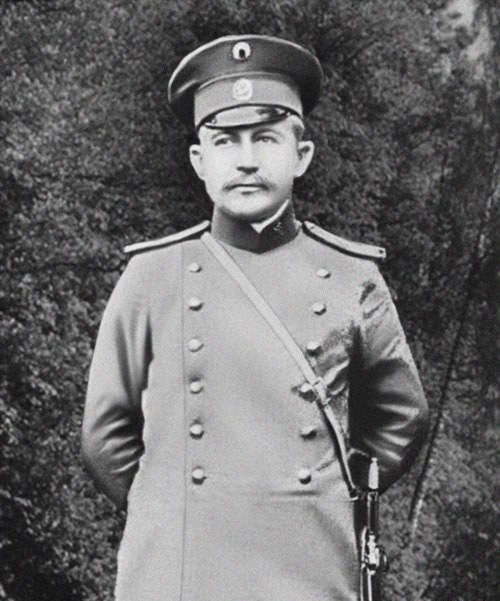
Mykola Krassowskyj (ca. 1910)

Mykola Oleksandrowytsch Krassowskyj (ukrainisch Микола Олександрович Красовський, * 1871 in Kiew, Gouvernement Kiew, Russisches Kaiserreich; † nach 1927) war ein ukrainischer Chefermittler der Kiewer Polizeibehörde und Leiter des ukrainischen Militärnachrichtendienstes.

## Karriere im Russischen Kaiserreich
Mykola Krassowskyjs Vater war ein orthodoxer Priester. 1903 arbeitete er als Gerichtsdiener in Skwyra und wurde später zum stellvertretenden Polizeiinspektor in Nischyn. Ab 1907 arbeitete er für die Kiewer Stadtpolizei, zunächst als Hilfspolizist und später als Leiter der Ermittlungsabteilung. Er löste mehrere juristische Fälle von großem öffentlichen Interesse. Eine kriminelle Gruppe versuchte vergeblich, einen Mordanschlag an ihm zu verüben. Ihm wurde fälschlicherweise vorgeworfen, Gelder von Häftlingen veruntreut zu haben, weshalb er versetzt wurde. Später wurde er von der Stadtverwaltung wieder eingesetzt, weil es zu dieser Zeit zu mehreren ungelösten Kriminalfällen gekommen war. 1910 versetzte der neue Leiter der Ermittlungsabteilung Krassowskyj zum Posten eines Polizeiinspektors.

### Beilis-Affäre
Im Mai 1911 befahl der Kiewer Gouverneur Krassowskyj eine unabhängige Ermittlung des Mordes an Andrei Juschtschinski durchzuführen. Zunächst verdächtigte er Andreis Stiefvater Luka Prychodko, da er in dessen Buchbindewerkstatt ein Stück Papier gefunden hatte, auf dem einer der Knochen, auf denen sich Andreis Verletzungen befanden, dargestellt war und weil er von einem Zeugen in der Nähe des Fundorts von Andreis Leiche gesehen worden sein soll. Im Juli 1911 stellten sich diese Beweise als gefälscht heraus. Krassowskyj hatte angeblich versucht, Zeugen zu bestechen, die gegen Prychodko hätten aussagen sollen.
Später kam er zum Schluss, dass Juschtschinski von einer Bande, die auf Raubüberfälle spezialisiert war, getötet wurde. Die Anführerin der Bande war Wera Tscheberjak. Ihr Sohn Jewgeni hatte sich mit Andrei gestritten, worauf dieser schwor den Nachbarn zu erzählen, dass Jewgenis  Mutter gestohlene Ware besäße. Juschtschinski wurde in einer Weise getötet, die es wie einen jüdischen Ritualmord aussehen ließ und seine Leiche wurde auf das Grundstück des jüdischen Händlers Saitsew verlegt. Laut Krassowskyj wollten die Diebe ein jüdisches Pogrom provozieren.
Tscheberjak wurde auf Krassowskyjs Anordnung hin verhaftet, jedoch aufgrund von „Mangel an Beweisen“ ein paar Stunden später freigelassen. Später verhaftete Krassowskyj Tscheberjak erneut, damit sie Zeugen nicht unter Druck setzen konnte, jedoch musste er sie auf Befehl des Bezirksstaatsanwalts erneut freilassen. Im August 1911 wurde Krassowskyj nach Skwyra versetzt, da er vor Gericht widersprüchliche Aussagen getätigt hatte. Die Schwarze Hundert hatte Gerüchte verbreitet, dass Krassowskyj bestochen worden war, sodass er am 31. Dezember 1911 von der Polizei entlassen wurde. Darauf begann er eine private Ermittlung.
Er arbeitete mit dem Journalisten Brasul-Bruschkowskyj von der Kijewskaja mysl zusammen. Im Mai 1912 veröffentlichte er kritische Artikel über die Beilis-Affäre. Dies führte zu Diskussionen in der Kiewer Duma. Krassowskyj wurde verhaftet. Es kam zu bis zu acht Gerichtsverhandlungen gegen ihn, bei denen ihm bürokratische Verstöße vorgeworfen wurden, die er 1903, als er als Gerichtsdiener in Skwyra gearbeitet hatte, begangen haben soll. Laut der Anklage hatte er 15 Kopeken veruntreut. Er verbrachte sechs Wochen im Gefängnis, erhielt eine Ermahnung und wurde freigesprochen. Während einer Verhandlung in der Beilis-Affäre beabsichtigte Krassowskyj als Zeuge aufzutreten, musste jedoch gehen  als er erfuhr, dass die Polizei seine Wohnung betreten und seine Familienmitglieder verhört hatte.
Beilis wurde beim Prozess freigesprochen, jedoch beharrten die Schöffen darauf, dass es ein Ritualmord gewesen war. Krassowskyj reiste in die USA und fand in Kooperation mit dem American Jewish Committee Adele Rawitsch, Tscheberjaks Nachbarin, die angegeben hatte, Juschtschinskis Leiche in Tscheberjaks Haus gesehen zu haben und zu Beginn der Gerichtsverhandlung gegen Beilis in die USA ausgewandert war. Ihre Ausreise wurde angeblich von der Schwarzen Hundert organisiert. Krassowskyj begab sich mit Rawitschs schriftlicher Aussage zurück in die Ukraine. Das Gericht lehnte eine erneute Verhandlung ab, da diese Aussage nicht reichte. Er wurde von der Kiewer Unterwelt und der Schwarzen Hundert beschattet, sodass er nach Konotop umzog.

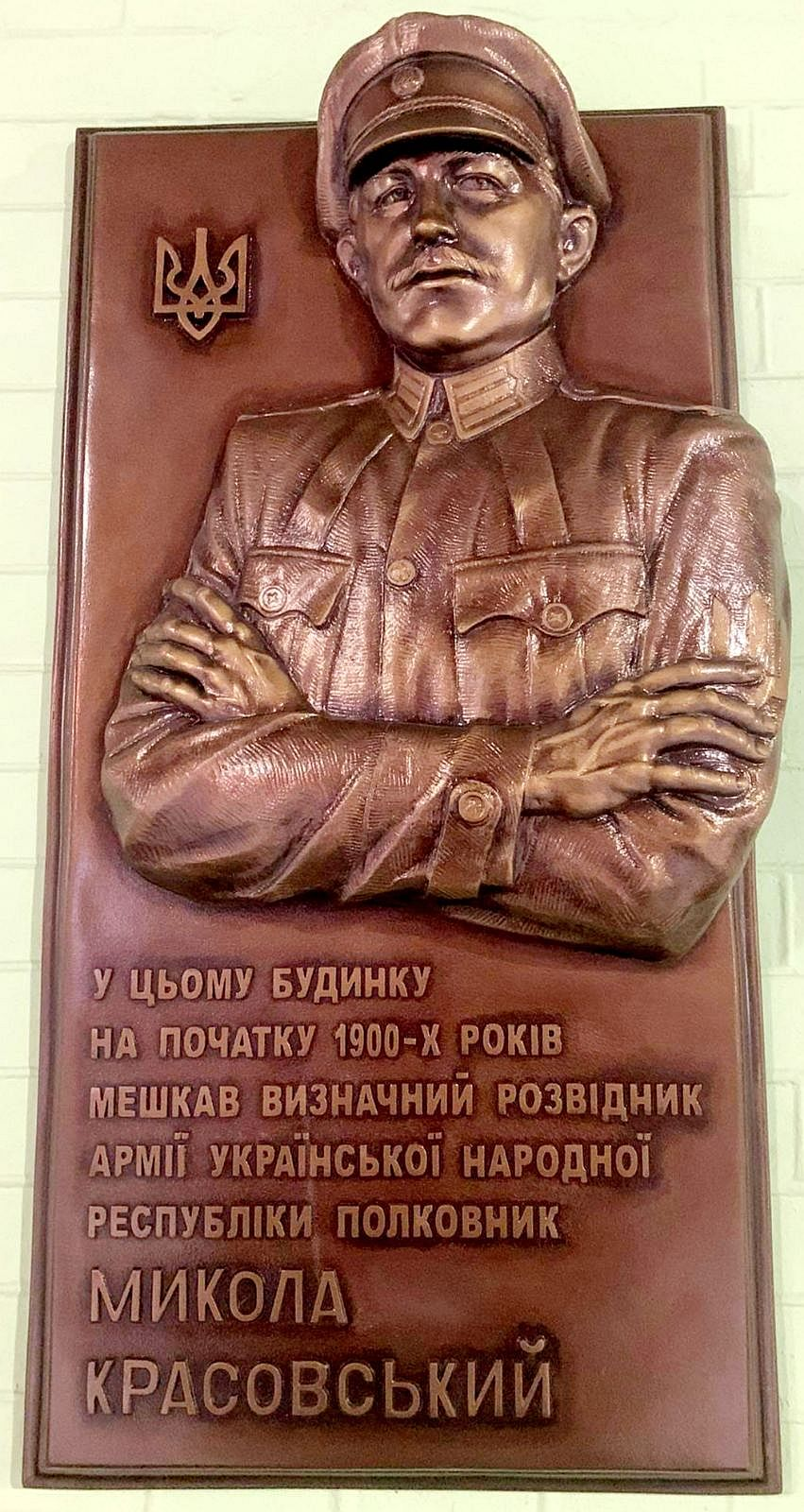
Gedenktafel für Mykola Krassowskyj in Kiew

## Karriere in der Ukrainischen Volksrepublik
Nach der Februarrevolution 1917 lud die Zentralna Rada der Ukrainischen Volksrepublik ihn zurück nach Kiew ein. Er wurde zum Kommissar der Ermittlungsabteilung der Kiewer Polizei ernannt und hatte diese Position bis Juni 1918 inne.
Krassowskyj war gegen Pawlo Skoropadskyjs Proklamation als Hetman des Ukrainischen Staates. Er trat einer Untergrundbewegung bei, die gegen die Truppen der Mittelmächte, die unter dem Friedensvertrag von Brest-Litowsk in der Ukraine stationiert waren, kämpfte. Er wurde von der deutschen Spionageabwehr verhaftet und von einem Militärgericht zu zwei Jahren Haft verurteilt.
Nach Skoropadskyjs Abdankung wurde Krassowskyj freigelassen und arbeitete danach für das Innenministerium der Ukrainischen Volksrepublik. Die Militärführung schickte ihn zur nachrichtendienstlichen Abteilung des Generalstabs der ukrainischen Armee und ernannte ihn zum Leiter des Informationsbüros, der Hauptkörperschaft des militärischen Nachrichtendienstes und der Spionageabwehr der Armee. Er leistete viel dazu bei, die nachrichtendienstliche Arbeit aufzustellen und verfasste einige normative Dokumente, in denen er seine Vorstellungen der Aktivitäten des nachrichtendienstlichen Personals eingebettet hatte. Diesen Posten hatte er von 1920 bis 1921 inne, bis die ukrainische Regierung und das Militär sich nach Polen zurückgezogen haben.
Im Ausland war er an weiteren nachrichtendienstlichen Aktivitäten beteiligt. Er arbeitete für den polnischen Geheimdienst. Schließlich trat er in Riwne in den Ruhestand. Am 7. Juli 1927 schrieb Krassowskyj einen Brief an Hryhorij Kaminskyj, den Sekretär des jüdischen Zentrums in Riwne, in dem er ihn darum bat, seine Memoiren über die Beilis-Affäre zu veröffentlichen, die er als „die monströse Provokation der letzten zaristischen Regierung Russlands“ bezeichnete. Bisher wurden seine Manuskripte nicht gefunden.
1934 verhaftete die GPU 156 Menschen mit nachrichtendienstlichen Aufträgen, darunter jemanden mit dem Nachnamen „Krassowskyj“, am Grenzübergang bei Jampil. Die meisten von ihnen wurden erschossen.

## Vermächtnis
Nach der Unabhängigkeitserklärung der Ukraine wurden Krassowskyj gewidmete Ausstellungen in den Museen der Geschichte der staatlichen Spezialkräfte eröffnet und eine Gedenktafel wurde an der Fassade seines Wohnhauses In Kiew angebracht.